# Tagtabazar
 Tagtabazar è la città capoluogo dell'omonimo distretto situato nella provincia di Mary, in Turkmenistan.